# Madonna z Tarquinii
Madonna z Tarquinii – obraz renesansowego włoskiego malarza Fra Filippa Lippiego.
Obraz przedstawia Madonnę z Dzieciątkiem siedzącą na półkolistym tronie, tulącą czule do siebie dziecko. Motyw bardzo często przedstawiany przez ówczesnych malarzy został potraktowany przez Lippiego w sposób innowacyjny. Za plecami matki przedstawił pokój sypialny z łóżkiem. Po lewej stronie umieścił otwarte okno z widokiem na krajobraz a dalej w głębi drzwi na podwórze. Takie przedstawienie Madonny w domowym zaciszu, pojawiło się we włoskiej sztuce po raz pierwszy. Mistrz przedstawia Boską rodzinę w ludzkiej szacie i w dodatku bez zaakcentowania ich boskości, czyli bez aureoli. Otwarte okno oświetla wnętrze, kolumny i kolorowa posadzkę. Obraz Lippiego nawiązuje do maniery realizmu zapoczątkowanej przez Giotta, a następnie kontynuowanej m.in. przez Masaccia.